# Hockeria rubra
Hockeria rubra är en stekelart som först beskrevs av William Harris Ashmead 1894.  Hockeria rubra ingår i släktet Hockeria och familjen bredlårsteklar. Inga underarter finns listade i Catalogue of Life.